# إدواردو أراندا
ادواردو لورنزو اراندا (بالإسبانية: Eduardo Lorenzo Aranda) هو لاعب كرة قدم في باراغواي يلعب في المنتخب الوطني باراغواي . شارك منتخب بلاده في كوبا أمريكا 2015 المقامة في تشيلي .

## روابط خارجية
- إدواردو أراندا على موقع الاتحاد الدولي (مؤرشف)  (الإنجليزية)
- إدواردو أراندا على موقع رابطة كرة القدم اليابانية للمحترفين (اليابانية)
- إدواردو أراندا على موقع قاعدة بيانات كرة القدم.إي يو (الإنجليزية)
- إدواردو أراندا على موقع ناشيونال فوتبول تيمز (الإنجليزية)
- إدواردو أراندا على موقع Soccerway.com (الإنجليزية)
- إدواردو أراندا على موقع عالم كرة القدم.نت (الإنجليزية)
- إدواردو أراندا على موقع كووورة
- إدواردو أراندا على موقع AS.com (الإسبانية)